# Reformsozialisten
Reformsozialisten („Refos“) ist die Bezeichnung einer Strömung innerhalb der SPD-Jugendorganisation Jusos, welche insbesondere in den 1980er Jahren in Abgrenzung zu der so genannten Stamokap-Strömung wirkungsmächtig war. 
Sie ging davon aus, dass Staat und Wirtschaft relativ unabhängig nebeneinander stehende, sich wechselseitig beeinflussende Sphären seien, die sich nicht in Basis und Überbau hierarchisierten. Ihr politisches Ziel war es, mittels der Partei parlamentarische Mehrheiten für antikapitalistische Strukturreformen zu erreichen.
Mit der Wiedervereinigung Deutschlands und der damit einhergehenden Entideologisierung der Stamokap-Strömung verlor auch die Refo-Strömung zunehmend an Integrationskraft und verschwand dann völlig. Der Juso-Bezirk Hessen-Nord bezeichnete sich von 2007 bis 2009 als „reformsozialistisch“.
Zu den Reformsozialisten zählten sich zu ihren jeweiligen Juso-Zeiten unter anderem Heidemarie Wieczorek-Zeul, Ottmar Schreiner, Rudolf Scharping, Doris Ahnen, Andrea Ypsilanti, Gernot Grumbach, Heiko Maas und Hubertus Heil.